# Kanadabalsam
Kanadabalsam är ett terpentin, som är framställt av kåda från den nordamerikanska balsamgranen.
Kådan upplöses i eteriska oljor och blir till en viskös, klibbig och färglös vätska, vilken omvandlas till en transparent, amorf pasta efter indunstning. Genomsiktligheten försämras inte över tiden, eftersom kanadabalsam inte kristalliseras, men det har dålig resistens mot temperaturändringar och är inte motståndskraftig mot lösningsmedel.
Kanadabalsam består huvudsakligen av harts (70–80 %) och eteriska oljor (16–27 %).

## Användningsområden
Kanadensiska indianstammar har behandlat sår, brännskador, blödningar och köldskador med kanadabalsam. Det har tidigare i västvärlden använts i medikamenter mot bronkit och urinvägsinfektioner samt används som bas i parfymer, särskilt sådana som har en hög halt av citrusoljor och används för tillverkning av  tvål.
Inom mikroskopi och optik utnyttjas att dess brytningsindex är ungefär samma som det i glas. Kanadabalsam används bland annat som ett osynligt glaslim för optiska produkter, till exempel sammansatta linser och prismor. Det har sedermera ersatts inom optiken av polyester-, epoxi- och polyuretanbaserade lim. För optiska produkter används numera framför allt UV-bestrålade epoxilim för att sammanfoga linsdelar.